# أبو عبيدة مسلم بن أبي كريمة
يعتبر «أبو عبيدة مسلم بن أبي كريمة» الإمام الثاني للإباضية، وقد أصبح مرجع الإباضية دون خلاف بعد جابر بن زيد. ولد في حوالي 45 هجرية. كان مولى لعروة بن أدية التميمي (أخو أبو بلال مرداس بن حدير). ويكني «أبو عبيدة» بابنته «عبيدة» التي أخذت العلم عن والدها فرُويت عنها آثار في كتب الفقه «الإباضي» فيما يتعلق بأخبار النساء، أما والد «أبي عبيدة» وهو «أبو كريمة» فقد كان معاصرا للإمام جابر بن زيد. عاش «أبو عبيدة» في البصرة واشتهر بالتقوى والزهد والورع وكان له جهد كبير في تنظيم الدعوة والدعاة كما كان له الفضل في انتشار الإباضية في مختلف الأمصار، وهو أشهر علماء الإباضية في تلك المرحلة من مراحل تاريخ الإباضية والتي كانت تعرف بالكتمان. يصفه بدر الدين أحمد بن سعيد الشماخي في كتاب السير فيقول عنه. تعلم العلوم وعلمها، ورتب روايات الحديث وأحكمها، وهو الذي يشار إليه بالأصابع بين أقرانه ويزدحم لاستماع ما يقرع الأسماع من زواجر وعظه وقد اعترف له بحوز قصب السبق في العلوم واعترف مع ذلك بضيق الباع مع ما هو عليه من الاتساع.

## شيوخه
درس «أبو عبيدة» على يد جابر بن زيد وصحار العبدي وجعفر بن السماك، قال «أبو سفيان» أكثر ما حمل «أبو عبيدة» عن جعفر بن السماك وعن صحار. كما أدرك كثيرا من الصحابة وأخذ عنهم، ويعتبر الإمام «أبو عبيدة» من التابعين حسب اصطلاح الباحثين في علم الحديث لأنه أدرك كثيرا من الصحابة ممن أخذ عنهم جابر بن زيد منهم: أبو سعيد الخدري (ت 74 هـ)، وأنس بن مالك (ت 93 هـ)، والبراء بن عازب (ت 72هـ)، وجابر بن سمرة (ت 74هـ)، و[وضح من هو المقصود ؟] (ت 78هـ)، ورافع بن خديج (ت 74هـ)، وسهل بن سعد (ت 91هـ)، وعبد الله بن عباس (ت 68هـ)، وعبد الله بن عمر (ت 74هـ) وغيرهم. روي أنه أدرك من أدركه الإمام جابر بن زيد من الصحابة وقد رويت عنه أحاديث في المسند عن جماعة من الصحابة

## تلاميذه
تولى التدريس بعد الإمام جابر بن زيد، مدة أربعين سنة فأخذ عنه العلم خلق كثير، رغم ما ابتليَ به من مضايقة، وتشديد. فقد سُجن مع زميله ضمام بن السائب وبقي في السجن إلى أن مات الحجاج بن يوسف الثقفي سنة 95 هـ.وقد اضطر تحت ضغط الظالمين أن يقوم بالتعليم مستترا، وأن يخفي مدرسته عن الأنظار. وقد اشتهر بلقب القفاف، لأنه كان يشتغل بصنع القفاف، وهي حرفة شريفة، كان يرتزق منها هو وتلاميذه رزقا شريفا حلالا، فبعد خروجه من السجن اتخذ مدرسته في سرداب خفي طويل ووضع على مدخله سلاسل من الحديد، فإذا سمع صلصلتها هو وطلابه علموا أن غريبا يريد الدخول، فأوقفوا الدرس، واشتغلوا بصنع القفاف، فلا يشتبه الزائر في أمرهم، فإذا غادرهم وأمنوا من عيون الظلمة، رجعوا إلى ما كانوا عليه. ورغم هذه الظروف الصعبة، فقد تخرج من هذا السرداب عدد كبير من الطلبة حمل العلم والهداية إلى مختلف البلدان، وقد اشتهر منهم:
- من [وضح من هو المقصود ؟] : هلال بن عطية الخراساني، وأبو عيسى الخراساني، وأبو منصور حاتم بن أبي منصور، وأبو غانم بشر بن غانم الخراساني وهو مؤلف (المدونة الصغرى والكبرى).
- من العراق: أبو غسان مخلد بن العمرد، وخلف بن زياد البحراني، وعبد الملك الطويل، وشعيب بن المعرف وسهل بن صالح.
- ومن اليمن: سلمة بن سعد الحضرمي الذي ذهب إلى المغرب داعيا ومعلما، وعبد الله بن يحيى الكندي الذي بويع بالإمامة في اليمن فيما بعد، وأبو الخطاب المعافري الذي انتقل إلى المغرب مع حملة العلم وهو أول من بويع بالإمامة في ليبيا، وكذلك أبو أيوب وائل بن أيوب الحضرمي وهو الذي تولى رئاسة الإباضية بالبصرة بعد رحيل الإمام الربيع بن حبيب الأزدي إلى [وضح من هو المقصود ؟]. وغيرهم كثير.
- من الحجاز: بمحمد بن حبيب المدني ومحمد بن سلمة المدني، وأبو سفيان محبوب بن الرحيل المكي وهو يعد من حملة العلم إلى [وضح من هو المقصود ؟] لأنه رحل إلى [وضح من هو المقصود ؟] ومات بها وهو صاحب كتاب (السير في التاريخ) الذي يروي عنه الدرجيني والشماخي سير الإباضية الأوائل.
- من [وضح من هو المقصود ؟]: درس على يد «أبي عبيدة» خليفته في إمامة الإباضية في البصرة: الربيع بن حبيب الأزدي، وكذلك أبو حمزة المختار بن عوف، وبلج بن عقبة الفراهيدي، والجلندى بن مسعود، وأبو عبيدة الصغير.
- من المغاربة: درس عليه في أول الأمر أبو عبد الله محمد بن مغطير الجناوني، ثم بفضل مجهودات سلمة بن سعد جاءه الطلبة الأربعة المعروفون بحملة العلم إلى المغرب، وهم: إسماعيل بن درار الغدامسي، وأبو داود القبلي، وعاصم السدراتي، وعبد الرحمن بن رستم مؤسس الدولة الرستمية بالجزائر.

يقول الشيخ «علي يحي معمر»: إن الحركة العلمية التي قام بها الإمام أبو عبيدة مسلم بن أبي كريمة أعظم من أن تصورها كلمات في سطور، ويكفي أنه كان مركز إشعاع في البصرة. فمن ذلك السرداب الخفي الذي تصلصل السلاسل على بابه، وتتكدس فيه القفاف مع الأقلام والأوراق، انطلقت الدعوة الحرة الكريمة، للمحافظة على تراث محمد (ص) كما جاء به محمد (ص). فبلغت هذه الانطلاقة أقصى المشرق، وأقصى المغرب، وأقصى الشمال وأقصى الجنوب، ولم تزل منذ ذلك الحين إلى اليوم وهي تكافح من أجل هذه الرسالة الكريمة.
واشتهر من تلاميذ «أبي عبيدة»: حملة العلم إلى المغرب والربيع بن حبيب صاحب المسند.

## أخـلاقه
كان «أبو عبيدة» شديد الاحتياط في الدين وخصوصا فيما يتعلق بالطهارة والعبادات لدرجة أن خيار بن سالم أحد أصحابه قال له يوما: لو كنت نبيا ما أجابك أحد.أنت تشدد على الناس، وكان يشدد على نفسه كثيرا فلما سمع حيان الأعرج وهو أحد معاصريه بإحدى فتاويه المتشددة فقال: لقد أشقانا الله في ديننا لو كان الأمر كما يقول «أبو عبيدة». ولعل علماء الإباضية الأوائل بنوا قواعد المذهب على مبدأ الاحتياط الذي ألزم به «أبو عبيدة» نفسه.
فمن ورعه ما رواه صاحب السير عن «أبي سفيان» قال: خرج «أبو عبيدة» ذات مرة حاجا مع سابق العطار فبينما هما نازلان إذ وقفت عليهما إعرابية بلبن وسمن وجدي فاشتراها سابق بقرورة خلوق وقلادة فجاء باللبن إلى «أبي عبيدة» فقال آخر عنا لبنك يا سابق كم ثمن القلادة قال نحو دانق وكذا القارورة ويحك أتما الغبن للعشرة اثنان أو خمسة للعشرة وللدرهم درهم قال وأما مثل هذا فلا فأرسل سابق إلى الإعرابية فقال لها «أبو عبيدة» كم ثمن اللبن عندكم قالت لا ثمن له قال وثمن الجدي والسمن قالت أربعة دراهم فأخرج سابق أربعة دراهم فدفعها إليها، قال «أبو عبيدة» هات ألآن لبنك يا سابق (ورع «أبو عبيدة»)

## دوره السياسي والدعوى
لعبت البصرة في القرنين الأول والثاني للهجرة دورا مهما في الإسلام، فكانت مركزا علميا بارزا، وملتقى للثقافة والمعرفة، وعاصمة لنشأة مختلف العلوم الإنسانية. وقد بلغت الحركة الإباضية في عهده مبلغا عظيما من الانتشار ودقة التنظيم.
يقول الدكتور عوض خليفات في كتاب «نشأة الحركة الإباضية» وهو يتحدث عن «أبي عبيدة» (كان «أبو عبيدة» عالما فذا من علماء الإباضية الأوائل وفقهائهم البارزين كما كان يتمتع بقوة سياسية بارعة وأفق واسع مما ساعده على تنظيم الدعوة الإباضية في مرحلتها السرية بشكل دقيق وذكي. ولا غرو بالتالي أن يعزو المؤرخون إليه الفضل الأكبر في نمو حركتهم وانتشارها في أقطار إسلامية كثيرة خارج البصرة.
وقد بدأ «أبو عبيدة» زعامة أهل الدعوة بعد موت الحجاج بن يوسف الثقفي عام 95 هجرية واتفق ذلك مع بداية حكم سليمان بن عبد الملك الذي كان على علاقة وثيقة مع «المهالبة» زعماء الأزد الذين انضموا إلى الإباضية بأعداد وفيرة.
وخلال هذه الفترة التي امتدت إلى نهاية خلافة عمر بن عبد العزيز تميزت العلاقة بين الإباضية والأمويين بنوع من الهدوء استغل «أبو عبيدة» ومشايخ الإباضية هذه الفرصة لتنظيم أمورهم وتربية أتباعه فكانت له مجموعة من المجالس يرتادها أتباعه منها مجالس عامة لكافة المسلمين ومجالس خاصة بالمشايخ ومجالس خاصة لحملة العلم وهذه المجالس الأخير خاص بإعداد الدعاة وإرسالها إلى مختلف الأمصار.
كان يكره الخروج قال «أبو سفيان» قيل «لأبي عبيدة» ما يمنعك من الخروج ولو خرجت ما تخلف عنك أحد، قال ما أحب ذلك ولو فعلت ما أحببت ولا أحب أن أقيم ما بين الظهر والعصر مخافة الأحكام. ولقد أدرك «أبو عبيده» بفطنته أنه لا يمكن أنه لا أمل في ذلك، فقد نذر نفسه للقيام بالتربية والتنظيم فقد كان يرسل تلاميذه إلى المشرق والمغرب للقيام بالدعوة والتعرف على أحوال المسلمين في الأماكن البعيدة عن مركز الحكم. فأرسل سلمة بن سعد إلى جهة المغرب وأرسل غيره إلى [وضح من هو المقصود ؟] واليمن وحضرموت و[وضح من هو المقصود ؟] فجاءته الطلبة من كل مكان يدرسون عنده في ذلك السرداب الخفي وكان يعدهم كدعاة وكان يساعده في ذلك نخبة من العلماء الأخيار منهم أبو نوح صالح الدهان و«حيان الأعرج» وضمام بن السائب
أما حاجب أبو مودود الطائي، فقد قال عنه أبو العباس الدرجيني كان بالاجتهاد موصوفا وبالزهد والورع معروفا، وقال عنه المليح وهو أحد معاصريه: ما رأيت متكلما يتكلم قائما في مجلس قبله ولا بعده.
كان حاجب ساعده «أبو عبيدة» الأيمن وهو المسؤول عن جمع المساعدات وحل المشاكل فكان يرسله إلى ومنها أنه أرسله وهو مريض بالرمد إلى حضرموت للخلاف الذي وقع في أمر عبد الله بن سعيد حين جعلوه في الحديد فقال لهم لقد خرجت من أجلكم فما أبصر من البصرة سهلا ولا جبلا ومما أرجو من قضاء نسكي. يا أهل حضرموت إنكم غلبتمونا فقال له وائل بن أبي أيوب الحضرمي يرحمك الله لا نخرج من رأيك.
وقد اضطر «أبو عبيدة» تحت الضغط السياسي والقهر بعد وفاة عمر بن عبد العزيز أن تكون مدرسته بعيدة عن الأنظار وأن يختار تلاميذه اختيارا جيدا وأن يضع لهم قوانين تحميهم من الاختلاط أو التعرض بالسلطة الحاكمة فكان يطرد كل من يخالف أو يستبد برأيه أو يخرج عن إجماع المسلمين كما فعل مع حمزة وغيلان.
قال «أبو سفيان» أتى حمزة الكوفي «أبا عبيدة» ليذاكره في أمر القدر فخرجا إلى منزل حاجب فتناظرا كثيرا وآخر ما سُمع من «أبي عبيدة» يا حمزة على هذا فارقت غيلان ثم بلغهم بعد مدة أنه مشى إلى النساء والضعفاء فكلمهم. وعندها أمر «أبو عبيدة» حاجبا فجمع له الناس قال فتكلم المتكلمون ثم تكلم حاجب فحمد الله وأثنى عليه وقال إن «حمزة» و«عطية» أحدثا علينا أحداثا فمن آواهم أو أنزلهم أو جالسهم فهو عندنا الخائن المتهم فتفرقا الناس وطُردا من المجلس.
وقد اهتم الإمام «أبو عبيدة» بموسم الحج اهتماما بالغا فكان لا يفوته إلا نادرا وكانت رحلات الحج للفقهاء فرص يستفيد منها للاجتماع مع فقهاء الأمصار وبقية الصحابة وكبار التابعين وكان يلتقي أيضا بحجاج الإباضية القادمين من مختلف الأمصار فيستفتونه ويعرضون عليه مشاكلهم فيحلها لهم، وإذا حدث ما يمنعه من السفر إلى ال[وضح من هو المقصود ؟] أناب عنه غير من أعوانه «كالربيع» أو «حاجب» أو «ضمام» ففي أحد السنوات مرض «أبو عبيدة», فلما جاء وقت ال[وضح من هو المقصود ؟] أرسل «الربيع» وحده.
ونتيجة للتنظيم الدقيق استطاع «أبو عبيدة» أن يكون مجتمعا تسيطر عيه روح الجماعة ويسوده المحبة والإخاء والبذل والعطاء والتفاني في خدمة الدين وقد أمر الأغنياء أن يكونوا عونا للفقراء والمحتاجين من المسلمين وكتب السير مليئة بقصص كثيرة في هذا الجانب، فأبو الحر بن الحصين وهو من مشايخ الإباضية في مكة كان غنيا وكان يخصص جزءا من ماله للفقراء والمحتاجين. روى «أبو سفيان» عن عيسى بن علقمة قال أدركته شيخا كبيرا. وكانت تأتيه غلته من البصرة إلى مكة فيقسم نصفها في فقراء المسلمين وربعا نفقته وربعا يهيئه لمن يمر به من المسلمين. كما كان الفضل بن جندب من خيار المسلمين وفضلائهم وكان ذال مال وسخيا فقد تعهد بدفع دين حاجب أبي مودود عند وفاته. يروي صاحب السير عن «أبي سفيان» قال: مات حاجب فدخل عليه «قرة بن عمر» وجماعة من المسلمين ليغسلوه فقال «قرة» ما تقولون في دين هذا الرجل فابتدر «قرة» في أربعة فضمنوه وكان دينه خمسون ألفا وقيل مائة وخمسون ألفا فحضر الفضل فأخبروه فقال هو في مالي حتى أعجز عنه ولا يبقى لي مال.
وأما ديال بن يزيد فكان يستأجر الأكسية في البرد الشديد والطنافس والقطف بألف درهم أو أقل أو أكثر وليس عنده منها شيء وإنما يتكل على الله ثم المسلمين ثم يفرق تلك الأكسية والقطف والطنافس على الفقراء ثم يخرج فيجمع ذلك على الأغنياء فيقض لأهل الثياب حقوقهم.
قال «أبو سفيان» سمعت بعض مشايخ من أدركت يقولون "إنا لنذكر إذا دخل شعبان أن كان الفقراء المسلمين لتأتيهم الأحمال بالسيوق والتمر وما يصلحهم لشهر رمضان ولا يعلمون من بعث بها.
كما لم يغفل أبو عبيدة أتباعه في الأمصار الأخرى فقد ذكر أبو سفيان أنه لما خرج الإمام عبد الله بن يحيى الكندي و«أبو حمزة» جمع حاجب لهما أموالا كثيرة يعينهما بها وكتب على كل موسر من المسلمين قدر ما يرى فما امتنع عليه أحد ودعا أبا طاهر وكان شيخا فاضلا وقال له عليك بالنساء وأوساط الناس فإنا نكره أن نكتب عليهم ما لا يحملون فانطلق «أبو طاهر» فيمن انطلق معه من المسلمين فلم يأتوا امرأة ولا رجلا إلا وجدوه مسارعا فيما سألوه. وكان رجل من المسلمين لمير أنه صاحب مال فدفع إليهم ثلاثة آلاف درهم فقال أبو طاهر أي أخي العيال، ذكر القرآن لهم، والله ما رأيت مذ كنت وجها مثل هذا أنفق فيه فإذا وجدته فدعه، والله لا يرجع إلي منها درهم، ولكن عهد الله لا تخبر باسمي ما بقيت. ففعلوا فلم يمس الليل حتى جمع «أبو طاهر» عشرة آلاف درهم فأخبروا حاجبا فسر بذلك فقال إن في الناس لبقية.

## وفاته
توفي الإمام أبو عبيدة مسلم بن أبي كريمة سنة 145 هـ في عهد أبي جعفر المنصور، وتولى الربيع بن حبيب إمامة الإباضية من بعده في البصرة. يروى أن أبو جعفر المنصور قال عندما سمع بموت «أبي عبيدة»: ذهبت الإباضية. وقد عمّر «أبو عبيدة» عمرا طويلا حتى رأى آثار جهده وتربيته الذي نتج عنه إمامتين واحدة بالمشرق وأخرى بالمغرب.

## كتب مهمة
(للمطالعة والاستزادة)
- الإمام أبو عبيدة مسلم بن أبي كريمة وفقهه للشيخ الدكتور مبارك بن عبد الله بن حامد الراشدي
- كتاب السير للبدر الشماخي
- طبقات المشايخ للدرجيني
- نشأة الحركة الإباضية للدكتور عوض خليفات

## مواقع مهمة
- أشعة من الفكر الإباضي